# Japanischer Staudenknöterich
Der Japanische Staudenknöterich (Fallopia japonica (Houtt.) Ronse Decr., Synonyme: Reynoutria japonica Houtt., Polygonum cuspidatum Siebold & Zucc.), auch Kamtschatka-Knöterich oder kurz Japanknöterich genannt, ist eine Pflanzenart aus der Gattung Schling- oder Flügelknöteriche (Fallopia) bzw. Staudenknöteriche (Reynoutria) innerhalb der Familie der Knöterichgewächse (Polygonaceae). In Europa und in Nordamerika zählt diese Pflanzenart zu denjenigen Neophyten, die als problematische, unerwünschte invasive Pflanzen („Plagepflanzen“) bewertet werden.

## Beschreibung

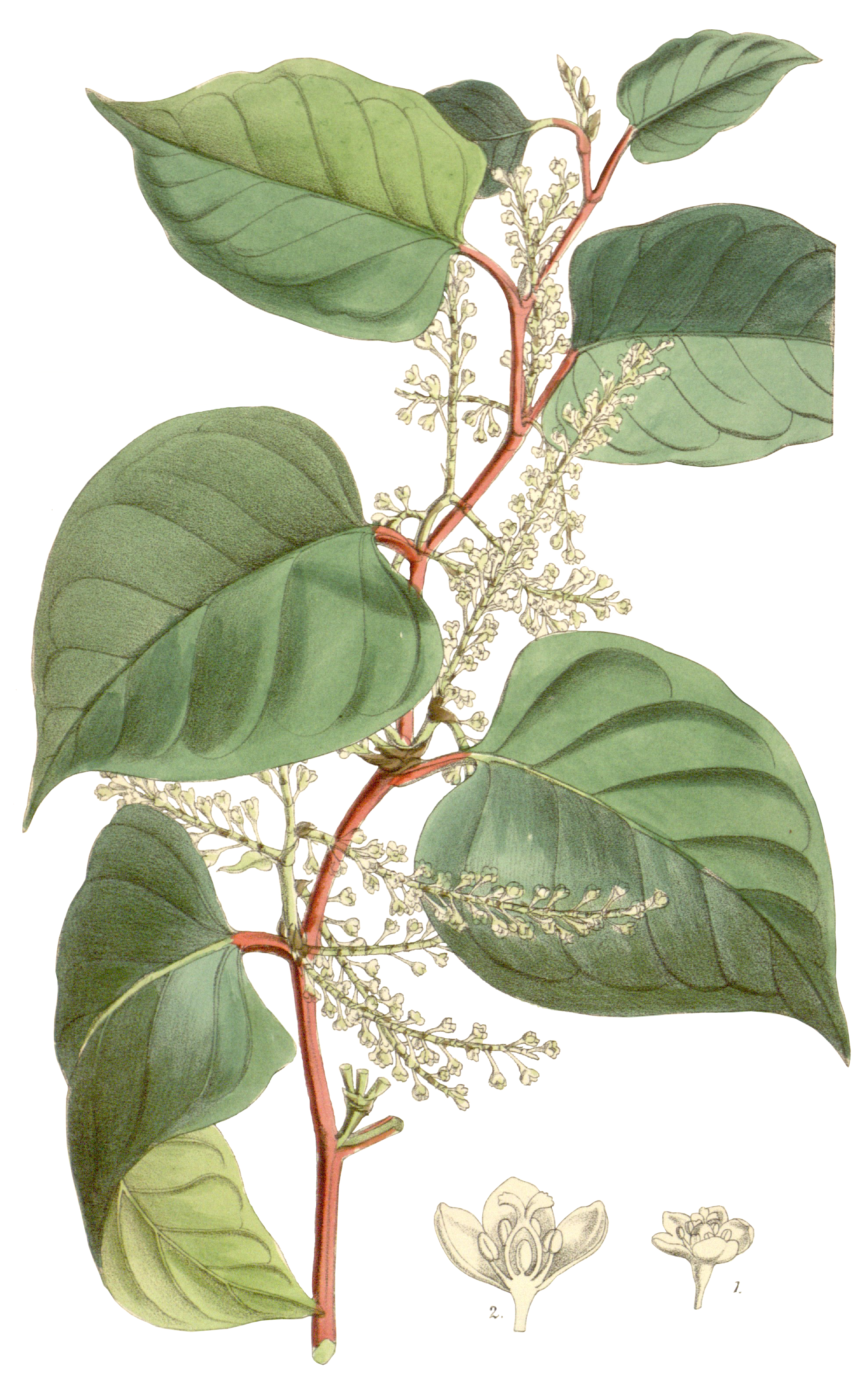
Illustration aus Curtis’s Botanical Magazine, Tafel 6503

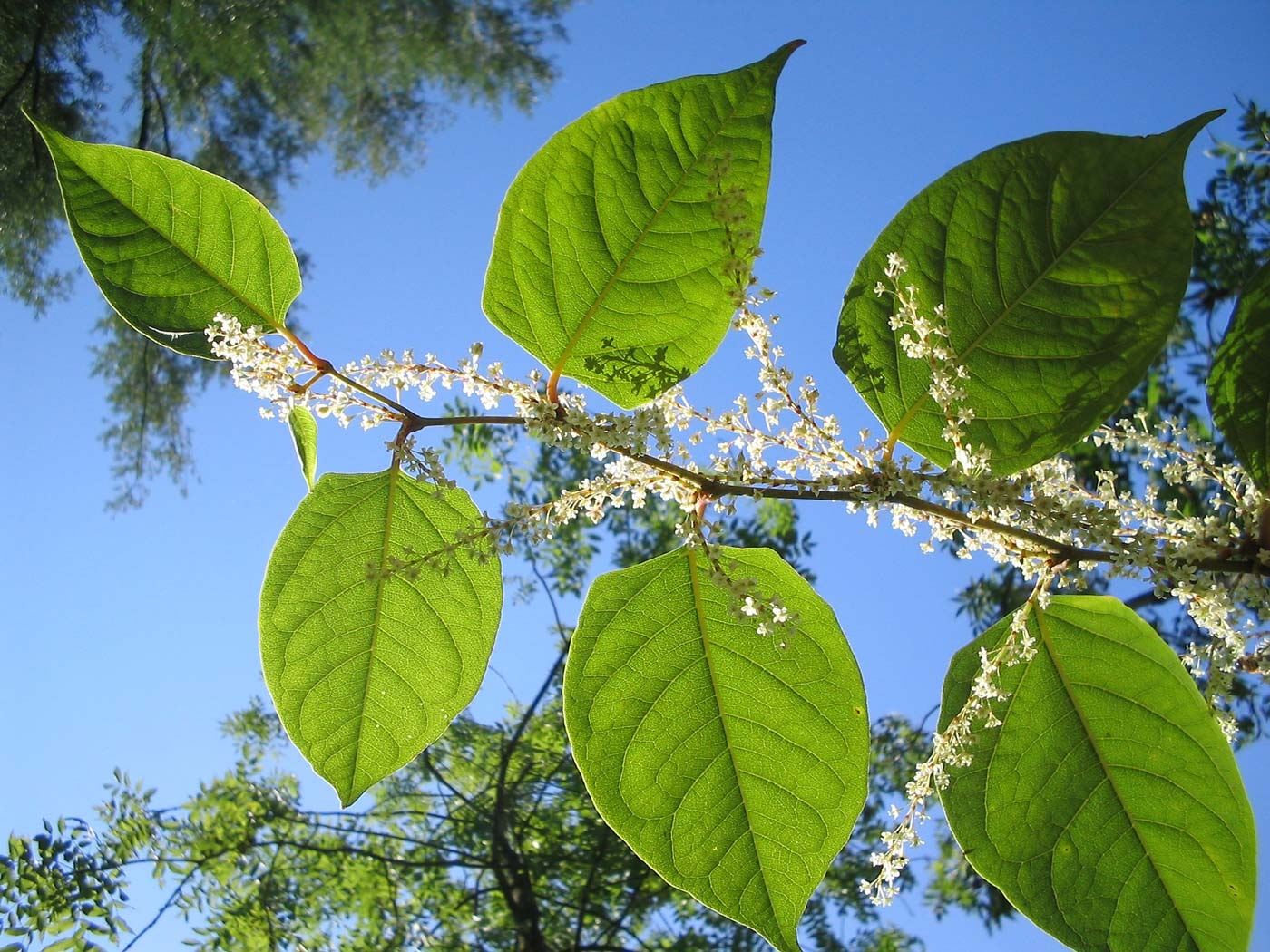
Fallopia japonica mit wechselständigen Laubblättern. Der Stängel bildet eine Zickzack-Linie und in den oberen, lichtnahen Blattachseln Blütenstände

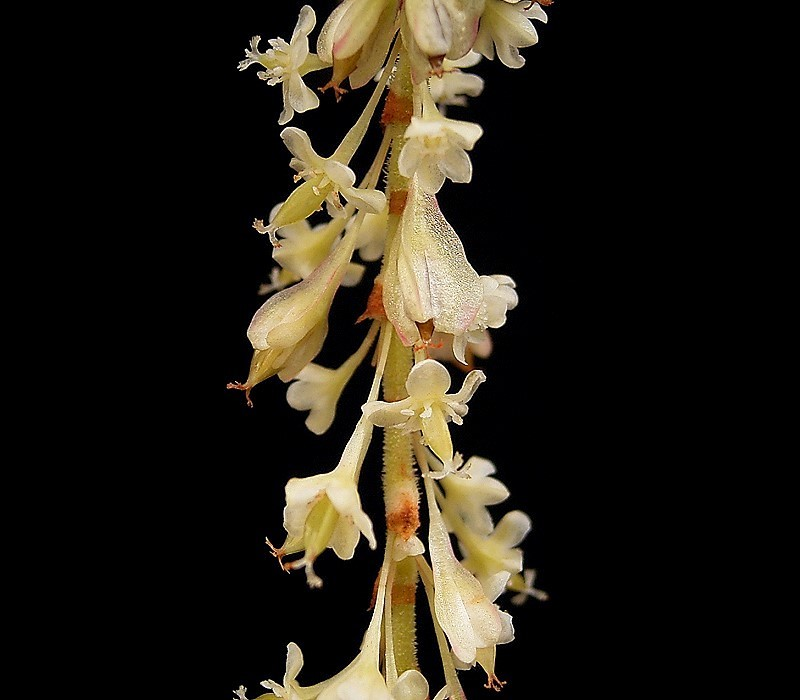
Blüten einer weiblichen Pflanze

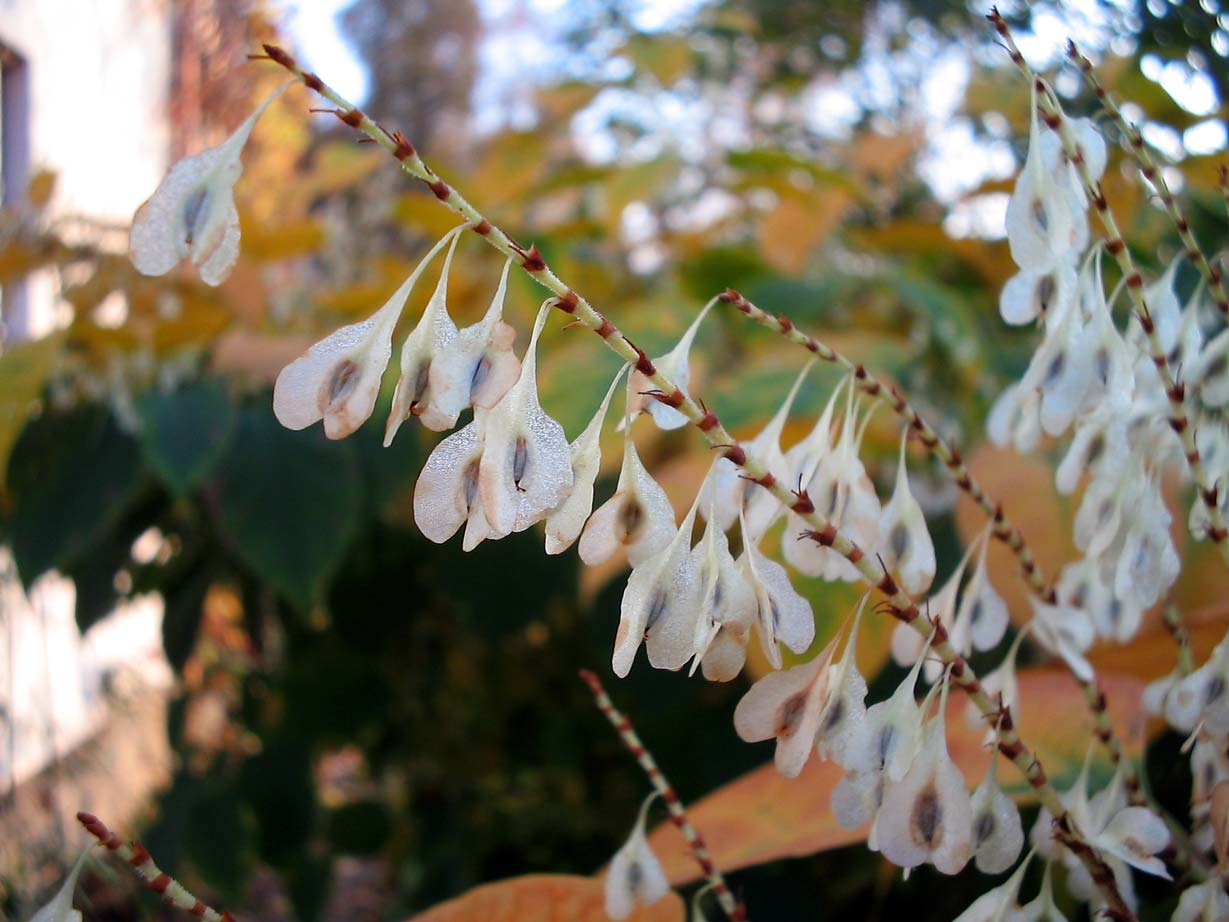
Geflügelte Früchte

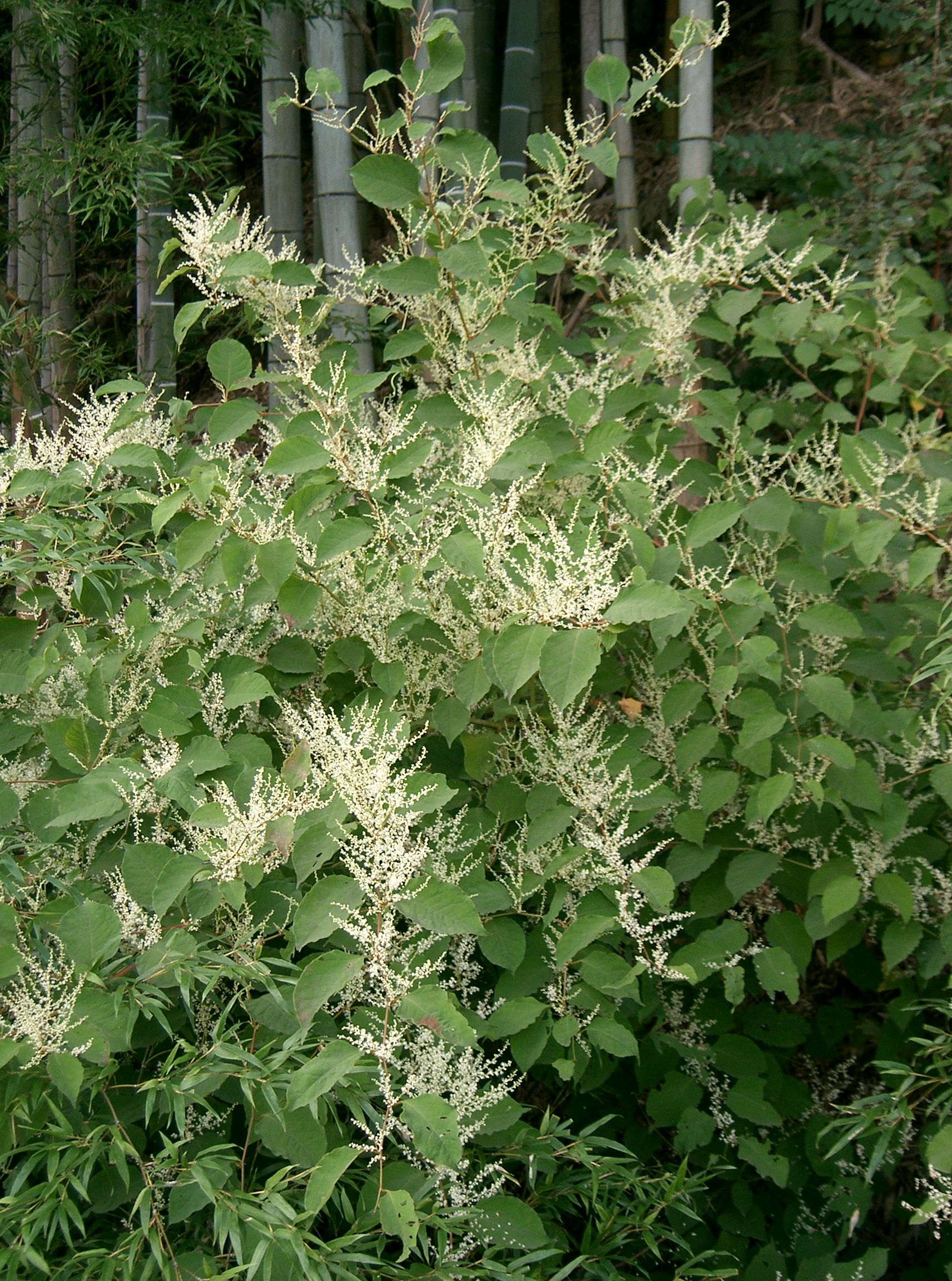
Habitus einer gerade erblühenden männlichen Pflanze

### Erscheinungsbild
Der Japanische Staudenknöterich ist eine sehr schnellwüchsige (wuchernde), sommergrüne und ausdauernde (halb)krautige Pflanze. Als Überdauerungsorgane bildet er Rhizome, durch die oft dichte, ausgedehnte Bestände entstehen. Im Frühling treibt er aus seinen Rhizomen („Wurzelstöcken“, Erdkriechsprossen), oft nesterweise an „Rhizomköpfen“, neue Stängel („Rameten“), die unter günstigen Bedingungen innerhalb weniger Wochen eine Wuchshöhe von 3 bis 4 Metern erreichen, wobei die Pflanze einen Zuwachs von 10 bis 30 Zentimeter pro Tag erreichen kann. Die anfangs aufrechten, bald aber schräg bis waagerecht überhängenden, kahlen, bambusartigen Stängel sind hohl. Weil zum Hochsommer hin die Wipfel der ungemähten Triebe sich in die Waagerechte neigen und die Laubblätter horizontal ausbreiten, wird der Boden unter solch dichten Beständen dermaßen beschattet, dass selbst Graswuchs abstirbt. Im Winterhalbjahr kann der dadurch nackte Oberboden zwischen den dann blattlosen röhrigen Stängeln bei Starkniederschlägen großflächig abgespült werden und das Bachbett auffüllen. Am Harmersbach im mittleren Schwarzwald führte dies beim „Weihnachtshochwasser“ 1991 zu Millionenschäden, weil durch die reißenden Fluten des über die Ufer getretenen Baches daneben verlaufende Straßen unterspült und Brücken fortgerissen wurden.
Im Spätjahr zieht die Pflanze ein und die Laubblätter werden gelb, beim ersten Frost sterben alle oberirdischen Teile der Pflanze ab. Die sich weit verzweigenden, bald und von Jahr zu Jahr stärker verholzenden Rhizome überleben den Winter problemlos. Sie reichen, obwohl weitgehend horizontal kriechend, oft bis zu 2 m tief in den Boden. Dort scheinen sie manchmal zusätzlich knollenförmige Speicherorgane zu bilden.

### Blatt
Die wechselständig angeordneten Laubblätter sind in Blattstiel sowie -spreite gegliedert und 5 bis 20 Zentimeter lang. Der bis 3 Zentimeter lange, kahle Blattstiel steht an einer dünnen Ochrea. Die einfache, mit einer Länge von bis zu 12, selten bis 18 Zentimetern und einer Breite von bis zu 8, selten bis 13 Zentimetern breit-eiförmige, leicht ledrige, raue, stumpfe bis abgerundete oder spitze, zugespitzte bis bespitzte, ganzrandige Blattspreite besitzt einen gestutzten bis spitzen oder leicht herzförmigen Spreitengrund. Die Oberseite ist kahl, die winzigen Haare auf den Blattadern der Unterseite sind ohne Lupe kaum zu sehen.

### Blütenstand und Blüte

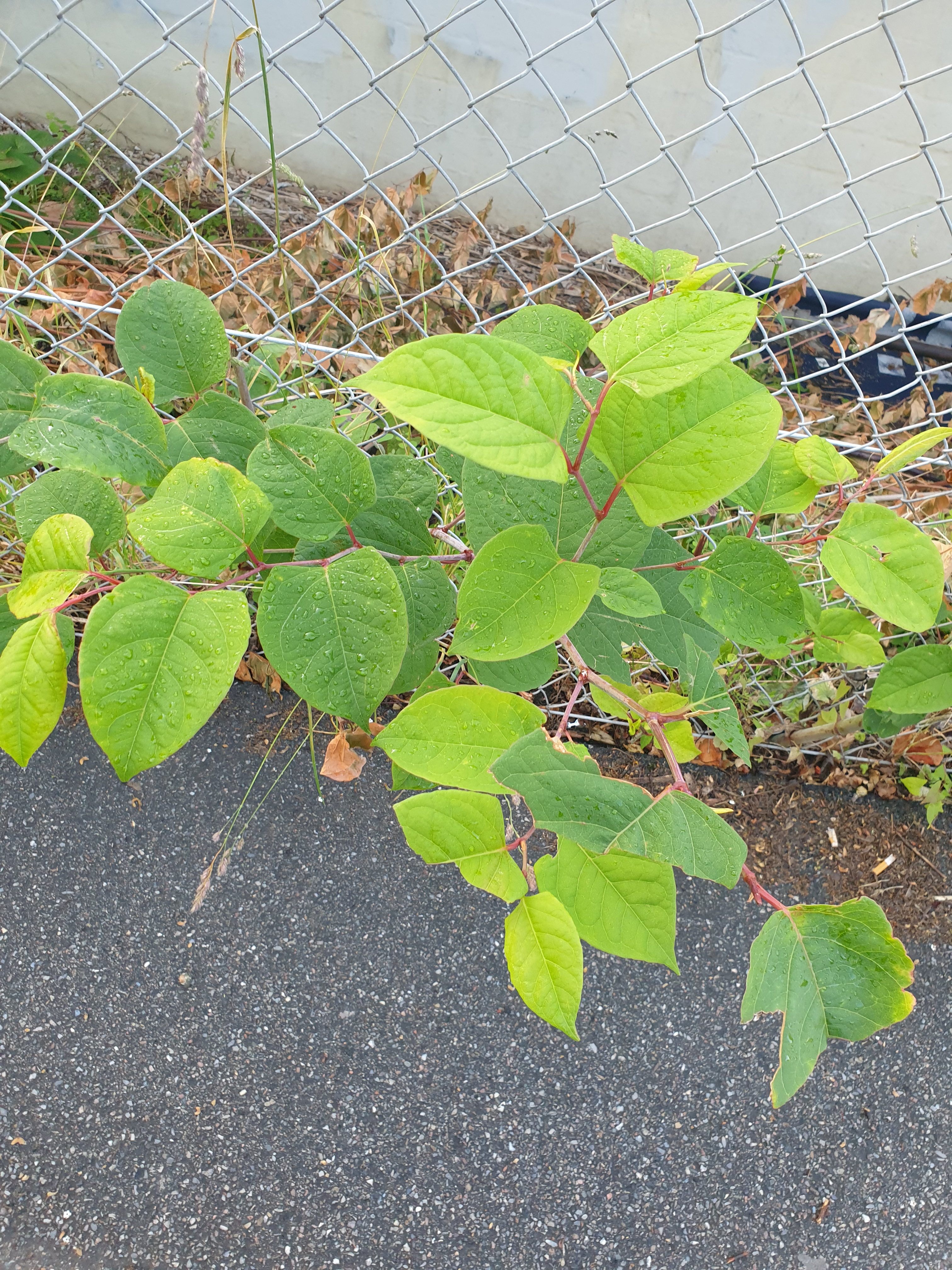
Die Wurzeln des Japanischen Staudenknöterichs sind zur Durchdringung von Asphalt und Mauerwerk in der Lage und verbreiten sich meterweit, bis sie weitere Triebe ausbilden.

Der Japanische Staudenknöterich ist funktionell zweihäusig getrenntgeschlechtig (diözisch). Die männlichen Pflanzen sind größer, mit größeren Blättern sowie mit aufrechten Blütenständen. Im August beginnt der Japanische Staudenknöterich mit der Ausbildung der lockeren, meist rispigen Blütenstände. Diese erscheinen end- oder achselständig, sie sind zusammengesetzt aus vielen kleinen Blütengruppen die jeweils an einem tutenartigen Tragblatt erscheinen. Die kleinen, funktionell eingeschlechtigen und gestielten Blüten mit einfacher Blütenhülle enthalten fünf ungleiche, weißliche bis rötliche Blütenhüllblätter. Die weiblichen Blüten enthalten einen oberständigen Fruchtknoten mit drei gegabelten Narben und kleine Staminodien. Die männlichen, oft sterilen Blüten acht kurze Staubblätter und einen Pistillode.
Es werden kleine, verkehrt-eiförmige und -herzförmige, dreiflügelige und valvenartige Flügelfrüchte mit breiten Flügeln gebildet.

### Chromosomenzahl
Die Chromosomenzahl beträgt 2n = 44 oder 88.

## Herkunft und Ausbreitungsgeschichte in Europa

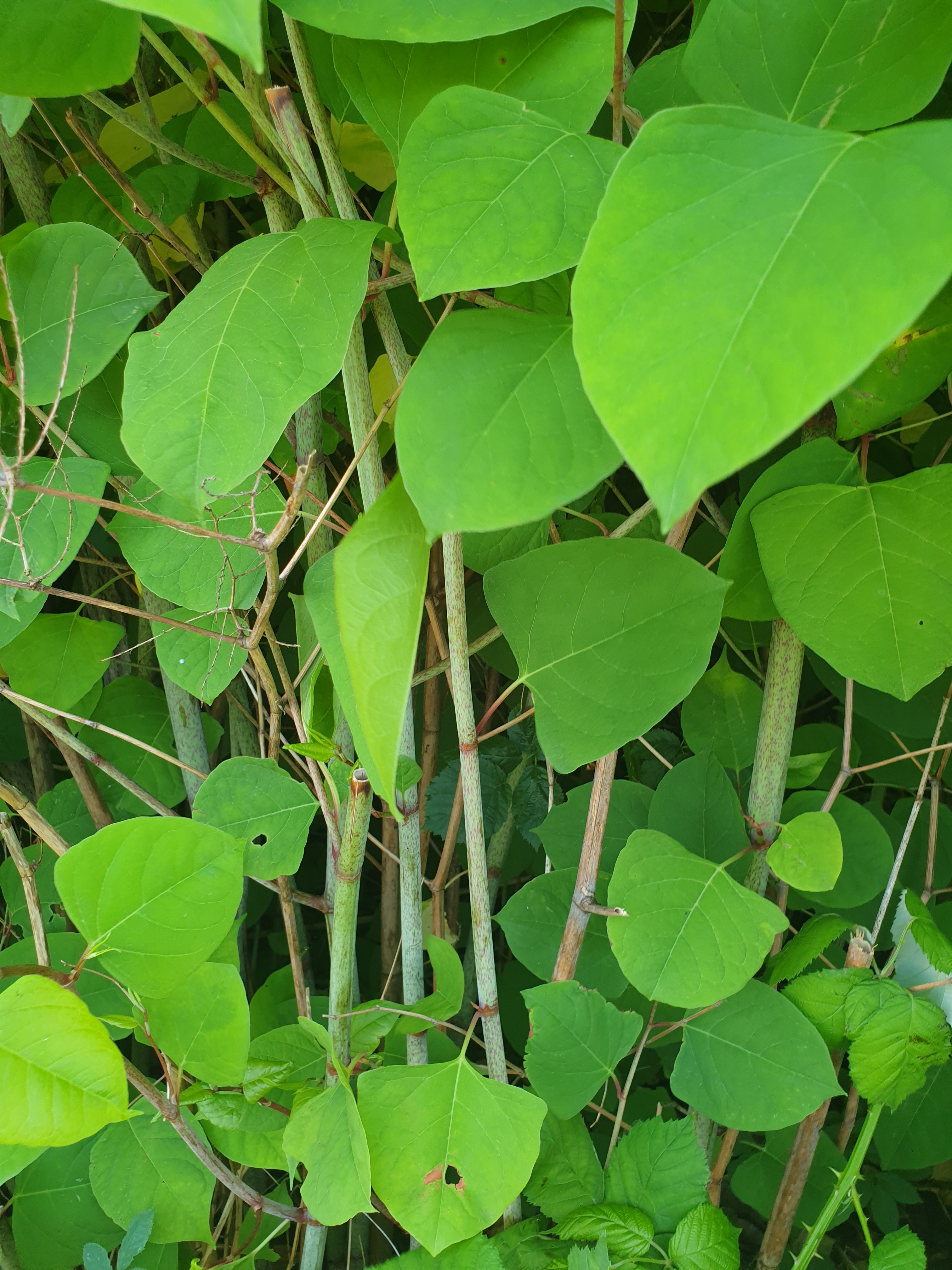
Die oft dicht aneinandergereihten, röhrenförmigen und innen hohlen Stämme des Japanischen Staudenknöterichs haben eine gewisse Ähnlichkeit mit Bambus.

Das ursprüngliche Verbreitungsgebiet des Japanischen Staudenknöterichs ist das östliche Asien mit Vorkommen in u. a. Japan, Korea, Teilen Chinas und auf Taiwan. In den meisten Ländern Europas, den meisten Staaten der USA, in Teilen Kanadas und auf Neuseeland ist er heute ein Neophyt.
Diese Pflanzenart wurde um 1825 von Philipp Franz von Siebold als Zier- und Viehfutterpflanze nach Europa gebracht und ebenfalls im 19. Jahrhundert in den USA eingeführt. Der Japanische Staudenknöterich zählt damit zu den sogenannten hemerochoren Pflanzen, die gezielt (ethelochor) eingeführt wurden. Auch in der Forstwirtschaft wurde der Japanische Staudenknöterich gezielt angebaut. Er sollte als Äsungspflanze für Rotwild sowie als Deckungspflanze für Fasane dienen. Der Japanische Staudenknöterich wird als Äsung aber nicht angenommen und ist als Deckungspflanze, auf Grund des Blattfalls im Spätherbst, wenig geeignet. Großzügig an seiner Ausbreitung beteiligt waren die Imker, da der Japanische Staudenknöterich im Frühherbst eine exzellente Bienenweide bietet.
Im 21. Jahrhundert findet man den Japanischen Staudenknöterich in Mitteleuropa sowohl in Gärten, wegen seines schnellen und hohen Wuchses als Sichtschutz genutzt, als auch im Freiland wild wuchernd. In der Schweiz ist diese Pflanzenart bis auf das Oberengadin in allen Regionen anzutreffen. Dort wurde er in die Schwarze Liste der invasiven Neophyten der Schweiz aufgenommen und der Freisetzungsverordnung unterstellt.

## Standort und Vergesellschaftung
Der Japanknöterich gedeiht in Mitteleuropa fast überall; besonders auch auf nassen, grundwassernahen, selbst zeitweise überfluteten, nährstoffreichen, meist kalkarmen, tonigen Kies- oder Schotterböden. Er ist eine unduldsame Pionierpflanze in Gesellschaften der Verbände Alno-Ulmion (Erlen-Eschen-Auwälder) oder Salicion albae (Weichholz-Aue) und bildet eigene Gesellschaften in der Klasse Artemisietea (Beifuß-Gesellschaften). In den Allgäuer Alpen steigt er in Bayern am südöstlichen Fuß des Grünten bis zu einer Höhenlage von 1000 Meter auf; im Südschwarzwald in Multen am Belchen schon seit acht Jahrzehnten in solcher Höhenlage.
Die ökologischen Zeigerwerte nach Landolt & al. 2010 sind in der Schweiz: Feuchtezahl F = 3+w+ (feucht aber stark wechselnd), Lichtzahl L = 3 (halbschattig), Reaktionszahl R = 3 (schwach sauer bis neutral), Temperaturzahl T = 4 (kollin), Nährstoffzahl N = 4 (nährstoffreich), Kontinentalitätszahl K = 2 (subozeanisch).

## Ausbreitungsstrategie

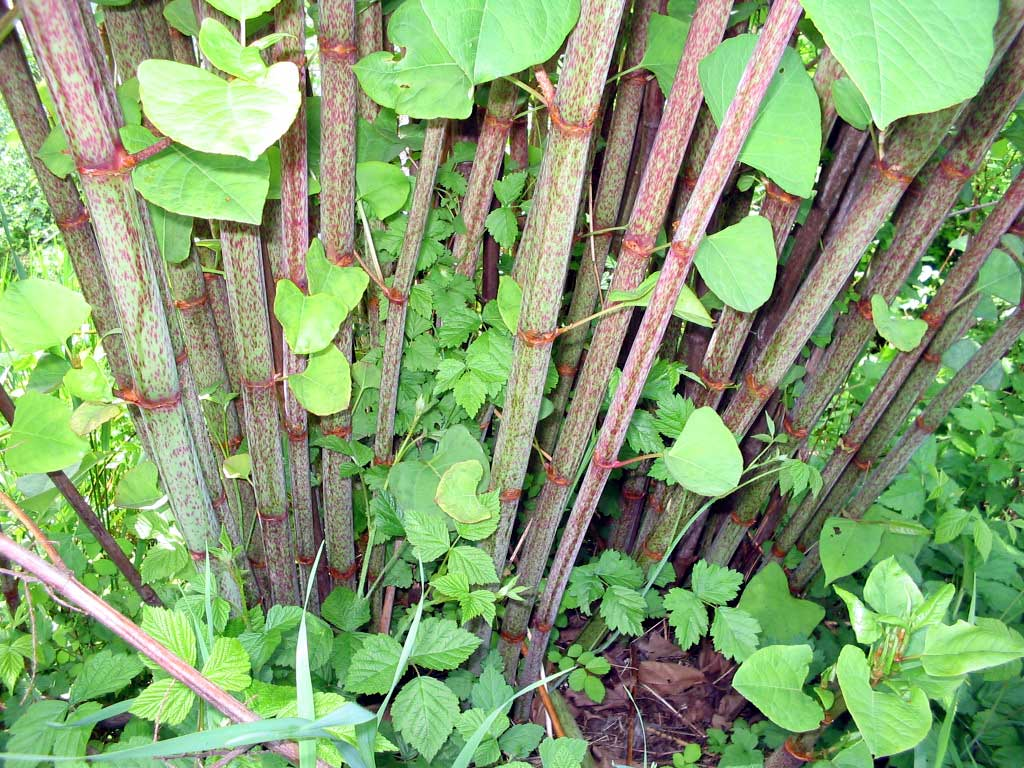
„Rameten-Nest“

In den Regionen, in denen der Japanische Staudenknöterich ein Neophyt ist, spielt die generative Vermehrung über Samen kaum eine Rolle. Feld- und Gewächshausstudien aus dem US-Bundesstaat Massachusetts belegen jedoch, dass weibliche Pflanzen große Mengen keimfähiger Samen hervorbringen und überwinternde Sämlinge im folgenden Frühjahr erneut austreiben können, sodass sexuelle Fortpflanzung messbar zur Ausbreitung beiträgt.
In der Regel dominiert jedoch die klonale, vegetative Vermehrung. Unter der Bodenoberfläche, in mehreren Schichten übereinander, bildet diese Pflanze horizontale Rhizome („Kriechsprosse“) aus. Der Japanknöterich kann dadurch sehr schnell ausgedehnte und sehr dichte Bestände bilden. So besiedeln sie, beispielsweise mit Gartenabfällen oder Baustellenaushub verbracht, rasch einen neuen Lebensraum. Ein Experiment, bei dem die Rhizome gezielt durchtrennt wurden, verringerte das Wachstum der Randtriebe signifikant.
Teile von Wurzelstöcken werden auch vom Hochwasser mitgerissen. Entlang sonniger Bachufer gedeiht diese Staude prächtig. Genetisch einheitliche, weil klonale, eingeschlechtige Japanknöterich-Bestände von gut 1 km Länge, die also nur aus männlichen oder rein weiblichen Rameten bestehen, lassen sich an manchen Fließgewässern aufzeigen; so z. B. im Elsass entlang des Flüsschens Fecht.
Auch die unteren Stängelabschnitte können sich bewurzeln, wenn sie überflutet oder von Erde bedeckt sind.

## Schäden als invasiver Neophyt

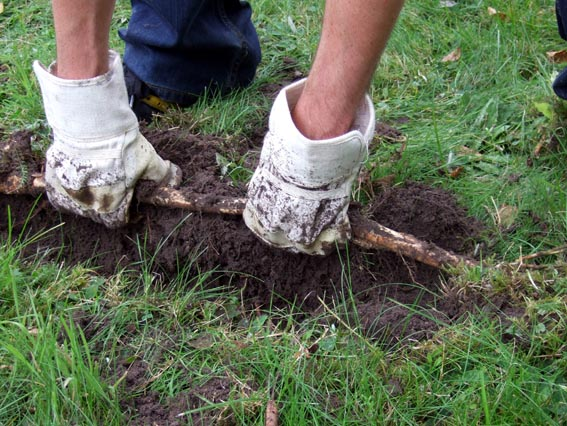
Bereits viele Jahre altes, verholztes Rhizom von Fallopia japonica

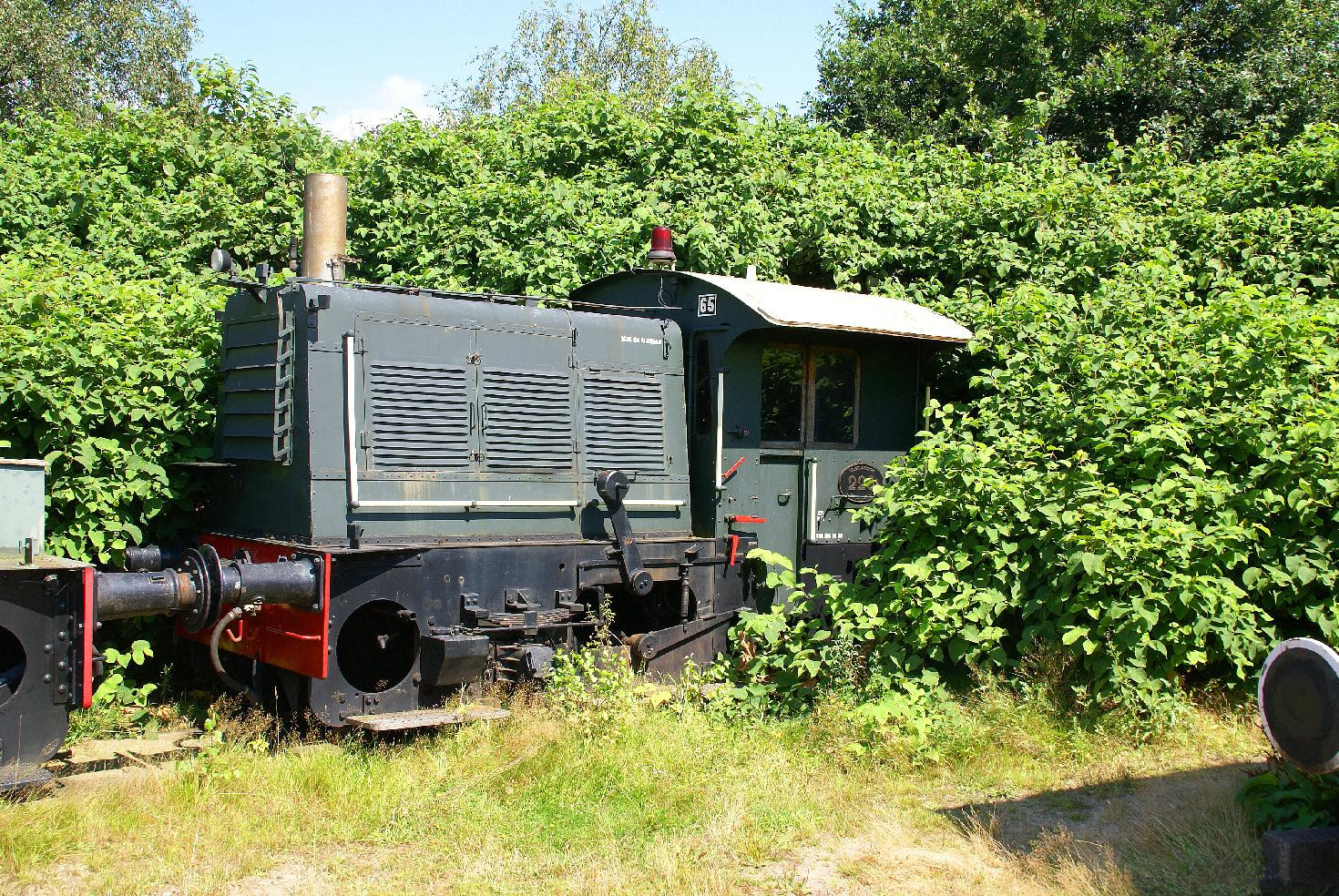
Diese alte Lokomotive in Beekbergen (Niederlande) ist überwuchert von Knöterich. Vor einigen Jahren war dieser Ort noch Knöterich-frei, siehe Google Maps.

Der Japanische Staudenknöterich ist heute in 42 US-Bundesstaaten und sechs kanadischen Provinzen sowie vielen europäischen Ländern verbreitet und kann dort in starkem Maße andere Arten verdrängen und so die Biodiversität gefährden. Untersuchungen an fünf Beständen in Neuengland zeigen, dass befallene Flächen im Mittel rund 60 % weniger Pflanzenarten, dafür aber bis zu doppelt so viel oberirdische Biomasse und Stickstoff aufweisen wie angrenzende, nicht befallene Vegetation. Auch in Australien und Neuseeland wird diese Art als Ärgernis („nuisance“) eingestuft.
Allein im Vereinigten Königreich sind nach Schätzungen etwa eine halbe Million Häuser wegen Knöterichbefalls nicht versicherbar, und die jährlichen Schäden sowie Bekämpfungskosten belaufen sich auf rund 288 Millionen US-Dollar; seine Rhizome können dabei sogar massive Betonfundamente durchdringen und Bauprojekte zum Stillstand bringen.
Eine Studie zeigte, dass Wurzel-Polyphenole, insbesondere Resveratrol, die mikrobielle Nitrifikation im Boden um bis zu 70 % hemmen und damit die Stickstoffverfügbarkeit für konkurrierende Pflanzen weiter verringern.
In Naturschutzgebieten (insbesondere in Auen und an Bachläufen) ist der Japanische Staudenknöterich problematisch, weil er sich aufgrund seiner außergewöhnlichen Wuchskraft und Robustheit erfolgreich gegen die heimische Flora durchsetzt. In Österreich dringt er durch Schüttmaterial bis in die sensiblen Ökosysteme der Almengebiete in Höhenlagen von bis zu 1500 Metern vor.
Der Japanische Staudenknöterich ist wegen seiner besonderen Widerstandsfähigkeit und Schnellwüchsigkeit als Gartenpflanze erhältlich. Der Zentralverband Gartenbau empfiehlt jedoch den Verzicht auf Fallopia-Arten. In der Schweiz sind der Verkauf, die Vermehrung, die Anpflanzung und die Duldung von Japanischem Staudenknöterich verboten, ebenso in Großbritannien. In Deutschland ist das Ausbringen nach dem Bundesnaturschutzgesetz verboten.
Die Art zählt zu den 100 gefährlichsten Neobiota weltweit.

## Verwandte
Etwas seltener findet man den von der Insel Sachalin stammenden, ihm ähnlichen Sachalin-Staudenknöterich (Fallopia sachalinensis), der in ähnlicher Weise kultiviert wird und auch verwildert. Dieser unterscheidet sich vom Japanischen Staudenknöterich durch höheren Wuchs (bis 4,3 Meter), größere, bis zu 30 Zentimeter lange Laubblätter mit deutlich herzförmigem Spreitengrund und grünlichweiße Blütenstände.
Ebenso verbreitet ist die Hybride dieser beiden Arten: Fallopia × bohemica (Syn.: Reynoutria × bohemica, Reynoutria × vivax). Am leichtesten erfolgt die Bestimmung über die Behaarung der Laubblätter: Reynoutria japonica: Blätter unbehaart (bzw. Behaarung nicht mit bloßem Auge erkennbar); Reynoutria sachalinensis: Blattspreite unterseits behaart; Fallopia × bohemica: nur die Blattadern erkennbar behaart.

## Bekämpfung

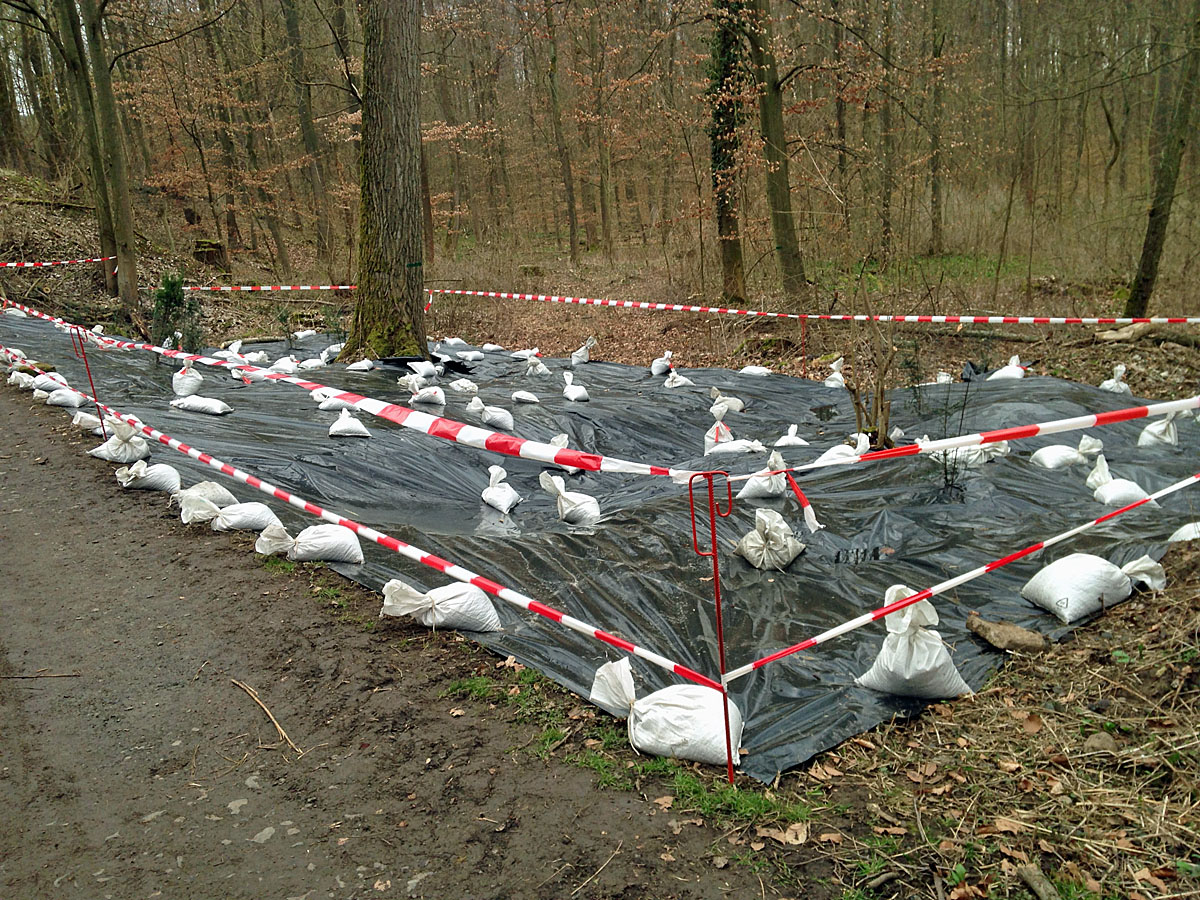
Versuch der Bekämpfung durch Abdeckung mit schwarzer Folie

Die Bekämpfung des Japanischen Staudenknöterichs ist wegen seiner starken vegetativen Regeneration aus kleinsten Rhizom- und Sprossfragmenten langwierig; häufig sind mehrjährige Maßnahmenbündel und Nachkontrollen erforderlich. Vorrang haben Prävention und Eindämmung (Vermeidung von Verschleppung kontaminierter Böden und Pflanzenmaterial, kein Kompostieren von Schnittgut).

### Prävention, Entsorgung und Hygiene
Schnittgut und kontaminierte Erde dürfen nicht in die freie Landschaft oder in den Kompost gegeben werden; empfohlen werden – je nach lokalen Vorschriften – die thermische Behandlung/Verbrennung oder die Abgabe an zugelassene Anlagen. Maschinen und Werkzeuge sind nach Arbeiten am Bestand gründlich zu reinigen; unnötige Bodenbewegungen sind zu vermeiden.

### Mechanische und physische Verfahren
- Aushub/Abtrag kann lokale Bestände reduzieren, ist kostenintensiv und birgt ein hohes Verschleppungsrisiko. Für die Planung relevant ist die typische Rhizomausdehnung, die – abhängig von der Bestandsgröße – meist innerhalb von 2–4 m vom Sprosszentrum liegt.[22][20]
- Abdeckungen (Tarping, Geotextilien/Geomembranen) können in Einzelfällen wirksam sein, wenn die Fläche vollständig, lichtdicht und über mehrere Vegetationsperioden mit ausreichender Überlappung und sauberer Randabdichtung abgedeckt wird; die Evidenz ist jedoch gemischt.[23][24] Eine Nachhaltigkeitsanalyse zeigte zudem hohe Umweltwirkungen geomembranbasierter Abdeckungen bei gleichzeitig geringer Feldwirksamkeit im Vergleich zu Alternativen.[25]
- Mahd/Schlegeln allein gilt aufgrund geringer Langzeitwirksamkeit und des Verbreitungsrisikos durch Fragmente als problematisch; die Maßnahme ist in der Fachliteratur umstritten und sollte, wenn überhaupt, nur als Teil eines eng begleiteten Maßnahmenbündels erfolgen.[26][27]

### Chemische Verfahren
Meta-Analysen und groß angelegte Feldversuche zeigen, dass glyphosatbasierte Anwendungen bei passender Terminierung (Spätsommer/Herbst; maximale Verlagerung in die Rhizome) die zuverlässigsten Erfolge liefern. Vollständige Ausrottungen sind selten, mehrjährige Behandlungen die Regel. Die Zulässigkeit von Wirkstoffen, Dosierungen und Applikationsarten richtet sich nach nationalem Recht; in Gewässernähe gelten oft zusätzliche Beschränkungen. Neben Flächenapplikationen existieren zielgerichtete Verfahren wie Schnitt-Stumpf-Behandlung oder Stängelinjektion; deren Einsatz hängt von Standortbedingungen und Rechtslage ab.

### Integrierte Ansätze
Kombinationen (z. B. gezieltes Freilegen/Teilaushub zur Anregung des Neuaustriebs und anschließende Herbst-Glyphosatgabe) können die Behandlungsdauer verkürzen, erfordern aber strikte Hygienemaßnahmen gegen Fragmentverschleppung und sind nicht in jedem Fall anderen Strategien überlegen.

### Biologische Bekämpfung
Als klassisches Biokontroll-Agens wurde der japanische Blattfloh Aphalara itadori in mehreren Ländern freigesetzt (u. a. seit 2010 im Vereinigten Königreich; seit 2020 in Nordamerika). Die Etablierung im Feld ist bislang inkonsistent; Populationsdichten werden durch einheimische Räuber begrenzt, sodass der bisherige Beitrag zur flächenwirksamen Bestandsreduktion begrenzt bleibt. Forschung und genehmigte Freisetzungsprogramme werden fortgeführt. Experimente berichten u. a. von einer Begrenzung der Etablierung durch Prädation; wird der Zugang kriechender Räuber verhindert, steigt das Nymphenüberleben deutlich. In den Niederlanden wurden seit 2020 Freilandfreisetzungen (Hybrid Reynoutria × bohemica) begleitet; die Blattflöhe überstanden den Winter, breiteten sich lokal aus und verursachten Blattkräuselungen ohne Nicht-Ziel-Effekte. Ein jüngerer Befund ist die Ausbildung von Blattrollgallen am Hybrid Reynoutria × bohemica mit moderater Wachstumshemmung – besonders bei Besiedelung junger Blätter –, was Freisetzungen kurz nach dem Rückschnitt nahelegt.

### Wirksamkeit, Kosten und Umweltwirkungen
Vergleichende Bewertungen deuten darauf hin, dass physische Methoden (v. a. Geomembran-Abdeckungen und großflächiger Abtrag) eine ungünstige Umweltbilanz aufweisen und gleichzeitig im Feld nicht zwingend effektiver sind als phänologisch optimierte, glyphosatbasierte Behandlungsregime.

## Verwendung

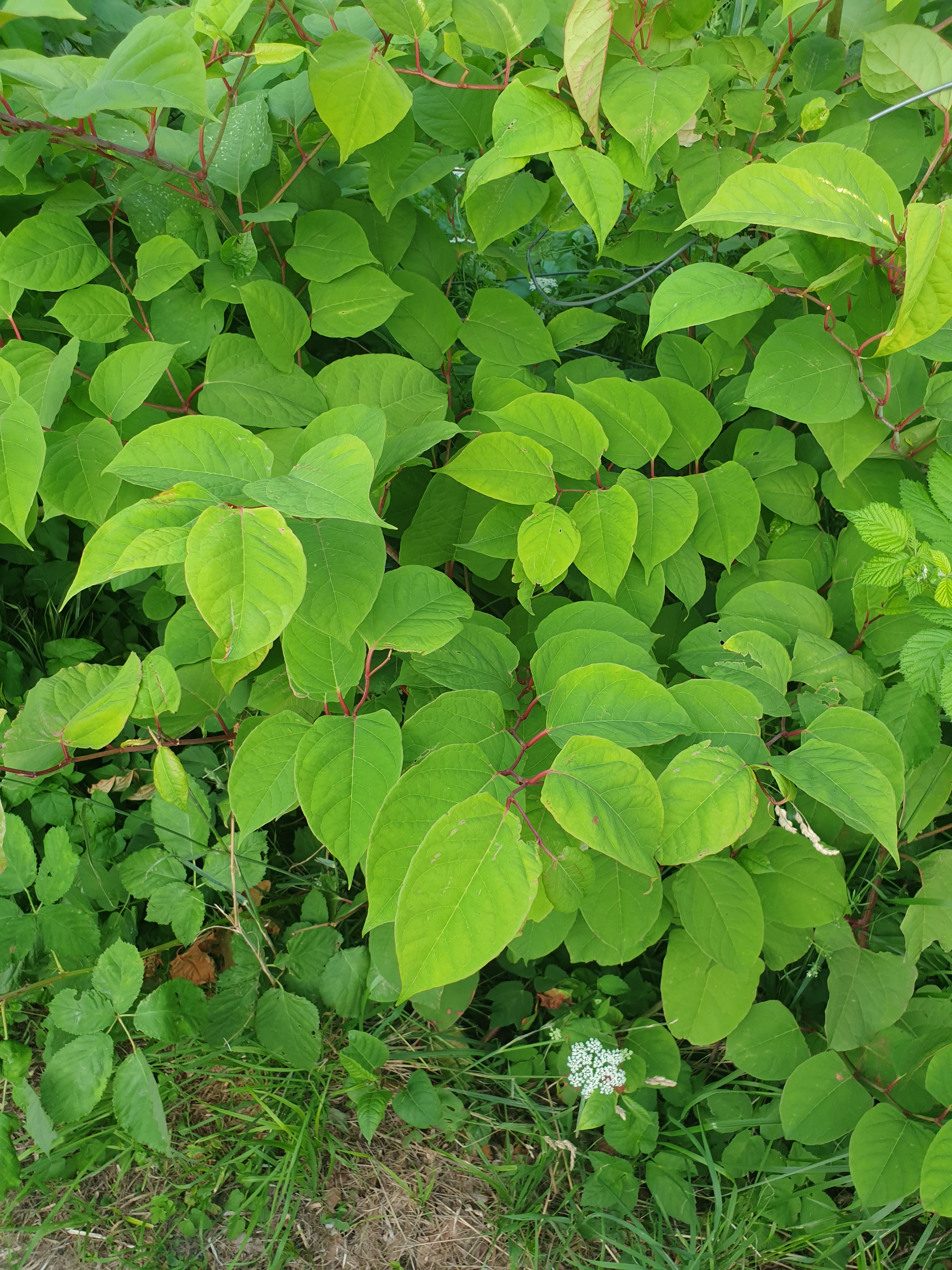
Die Blätter des Japanischen Staudenknöterichs sind ganzrandig und an der Stilseite abgeflacht. Die Blätter sind gefiedert. Der Stil ist in der Regel rot.

Die jungen Sprosse bis 20 cm Höhe können als Gemüse zubereitet werden. Wenn sie sehr jung sind, können sie sogar roh gegessen werden.
In China und Japan wird die Wurzel medizinisch verwendet.
Die Pflanze enthält in allen Teilen den sekundären Pflanzenstoff trans-Resveratrol, der auf zahlreiche mögliche therapeutische Nutzwirkungen getestet wird. Resveratrol besitzt unter anderem Wirkung als Phytoöstrogen. Die Pflanze wurde in ihrer Heimat Japan seit Jahrhunderten für Heiltees verwendet, die, wie die Pflanze selbst, „Itadori“ genannt werden. Resveratrol gilt als der wahrscheinlichste aktive Bestandteil des Tees. Obwohl der Resveratrol-Gehalt in der Pflanze um mehrere Größenordnungen höher liegt als in roten Weintrauben (einer anderen, viel untersuchten Quelle für Resveratrol), war der Gehalt im Tee nicht höher als in Rotwein; dies wird darauf zurückgeführt, dass er im wässrigen Extrakt Tee stark verdünnt wird.

## Staudenknöterich als Neststandort für Singvögel
Bis 2019 wurden in Europa in vier Fällen wissenschaftliche Untersuchungen publiziert über die Nutzung von Staudenknöterich als Neststandort von Singvögeln. In Staudenknöterich wurden Nester von Sumpfrohrsänger, Teichrohrsänger, Heckenbraunelle, Bluthänfling, Neuntöter, Goldammer, Amsel, Mönchsgrasmücke und Gartengrasmücke gefunden. In einem Sumpfrohrsänger-Nest in Staudenknöterich fand man einen jungen Kuckuck. In Japan fand man Nester von Chinarohrsänger (Acrocephalus orientalis), Brauenrohrsänger (Acrocephalus bistrigiceps), Riesenschwirl (Locustella fasciolata), Rubinkehlchen und Maskenammer (Emberiza spodocephala) in ihm. Wegen der Nutzung des Staudenknöterichs als Neststandort dürfen Bekämpfungsmaßnahmen nur außerhalb der Brutzeit stattfinden, damit Bruten geschützter Singvögel nicht vernichtet werden. Der Samen wird von verschiedenen Vogelarten gefressen.